# 格图诺夫卡农村居民点
格图诺夫卡农村居民点（俄语：Гетуновское сельское поселение）是俄罗斯联邦布良斯克州波加尔区所属的一个农村居民点。其下辖有11个居民点，行政中心为格图诺夫卡。据2015年统计，该农村居民点的人口为1639人。